# Ульрикс, Генрих
Генрих Ульрикс (Heinrich Ulrichs; 8 декабря 1807, Бремен — 10 октября 1843, Афины) — германский филолог-классик, эллинист, археолог, преподаватель и научный писатель.
Родился в семье виноторговца. В 1827 году поступил изучать классическую филологию в Лейпциге, с 1828 года изучал её в Бонне и Мюнхене. В 1831 году получил докторскую степень, в 1833 году сопровождал короля Оттона в освободившуюся за несколько лет до этого от власти турок Грецию, где стал преподавателем в гимназии на острове Эгина, переехавшей в 1834 году в Афины. С 1837 года был профессором латыни в новосозданном Афинском университете, руководителем философского семинара и членом комиссии по разработке устава университета. В 1843 году, за несколько месяцев до смерти, был, как и другие преподаватели-немцы, уволен в связи с революцией против Оттона.
За время жизни в Греции предпринял по ней множество длительных поездок с целью поиска различных артефактов и первоисточников. Известен в основном как автор целого ряда топографических работ, главным образом относительно Дельф, остальной Фокиды, Беотии, Евбеи и Афинской гавани. Труды Ульрикса были изданы в 1840 и 1863 годах под общим заглавием «Reisen u. Forschungen in Griechenland».